# Meticonaxius capricorni
Meticonaxius capricorni is een tienpotigensoort uit de familie van de Micheleidae. De wetenschappelijke naam van de soort is voor het eerst geldig gepubliceerd in 1987 door Coelho.